# Hochschule Telemark
Die Hochschule Telemark (norwegisch Høgskolen i Telemark), kurz HiT, war eine staatliche Hochschule mit Standorten in Bø, Notodden, Porsgrunn und Rauland (Telemark) mit rund 6500 Studenten und 650 Angestellten (2006).
Sie wurde 1994 durch den Zusammenschluss von vier kleineren Hochschulen im Zuge der Hochschulreform gegründet. 2016 wurde die HiT mit der Hochschule in Buskerud und Vestfold zur Hochschule Südost-Norwegen fusioniert. Am 4. Mai 2018 wurde daraus schließlich die Universität Südost-Norwegen.
Die Hochschule Telemark gliederte sich in vier Fakultäten:
- Fakultät für Allgemeinwissenschaftliche Fächer (Campus Bø)
- Fakultät für Ästhetische Fächer, Volkskultur und Lehrerausbildung (Campus Notodden/Rauland)
- Fakultät für Gesundheits- und Sozialwissenschaften (Campus Porsgrunn)
- Fakultät für Technologie (Campus Porsgrunn)

Die HiT verfügte über drei Promotionsprogramme und bot damit im Unterschied zur deutschen Fachhochschule auch Möglichkeiten zur Erlangung des Doktorgrades.